# Mistrovství České republiky v soutěžním lezení 2012
Mistrovství ČR v soutěžním lezení 2012 se uskutečnilo ve třech termínech, městech a disciplínách. MČR v boulderingu 25.—26. srpna v Teplicích nad Metují (jako adidas terrex MČR v boulderingu), MČR v lezení na obtížnost 13.—14. října v Brně (stěna Rajče) a MČR v lezení na rychlost 2. prosince ve Svitavách. Závody byly součástí Českého poháru v soutěžním lezení 2012.
V boulderingu se lezly čtyři bouldry v kvalifikaci i ve finále. Na obtížnost dvě kvalifikační, jedna semifinálová (muži, 3 topy) a jedna finálová cesta. Na rychlost (nestandardní cesta) se lezci rozřadili podle nejlepších časů v kvalifikačních pokusech, poté postoupili do vyřazovacího pavouka - čtyři finalisté, poté souboj o třetí a první místo, ženy o první místo.

## Výsledky MČR
| obtížnost         | obtížnost              | rychlost           | rychlost              | bouldering          | bouldering                                 |
| ----------------- | ---------------------- | ------------------ | --------------------- | ------------------- | ------------------------------------------ |
| muži              | ženy                   | muži               | ženy                  | muži                | ženy                                       |
| 1. Martin Stráník | 1. Andrea Pavlincová   | 1. Jan Kříž        | 1. Eva Křížová        | 1. Štěpán Stráník   | 1. Nelly Kudrová                           |
| 2. Roman Kučera   | 2. Iva Vejmolová       | 2. Michal Štěpánek | 2. Milada Navrátilová | 2. Ondřej Nevělík   | 2. Zuzana Ulrichová                        |
| 3. Tomáš Binter   | 3. Tereza Svobodová    | 3. Petr Klíma      | —                     | 3. Roman Kučera     | 3. Petra Růžičková                         |
|                   |                        |                    |                       |                     |                                            |
| 4. Petr Čermák    | 4. Karolína Nevělíková | 4. Daniel Qěták    | —                     | 4. Jaroslav Petečel | 4. Karolína Nevělíková                     |
| 5. Michal Rožek   | 5. Silvie Rajfová      | —                  | —                     | 5. Martin Oliva     | 5. Lenka Frühbauerová                      |
| 6. Jan Jeliga     | 6. Helena Lipenská     | —                  | —                     | 6. David Kozel      | 6. Kateřina Pavlovičová                    |
| 7. Petr Solanský  | 7. Monika Brkalová     | —                  | —                     | 7. Petr Handlíř     | 7. Petra Tefelnerová 7. Michaela Zbořilová |
| 8. Jan Kříž       | 8. Michaela Zbořilová  | —                  | —                     | 8. Jiří Přibil      | 7. Petra Tefelnerová 7. Michaela Zbořilová |
| —                 | —                      | —                  | —                     | 9. Michal Štěpánek  | 9. Gabriela Houdová                        |
| —                 | —                      | —                  | —                     | 10. Jan Šolc        | 10. Jana Olšarová                          |
| —                 | —                      | —                  | —                     | 11. Michal Uhříček  | —                                          |
| —                 | —                      | —                  | —                     | 12. Marián Šeliga   | —                                          |
| 8 finalistů       | 8 finalistek           | 4 finalisté        | 2 finalistky          | 12 finalistů        | 10 finalistek                              |
| 18 semifinalistů  | bez semifinále         | bez semifinále     | bez semifinále        | bez semifinále      | bez semifinále                             |
| 18 mužů           | 10 žen                 | 7 mužů             | 2 ženy                | 28 mužů             | 15 žen                                     |